# Jimboomba
Jimboomba – miasto w Australii, w stanie Queensland.